# Parabole des outres neuves
Les Outres neuves est une parabole écrite dans l'Évangile selon Matthieu. Cette métaphore fait allusion aux nouvelles Écritures données par Jésus-Christ, et ce dans le Nouveau Testament.

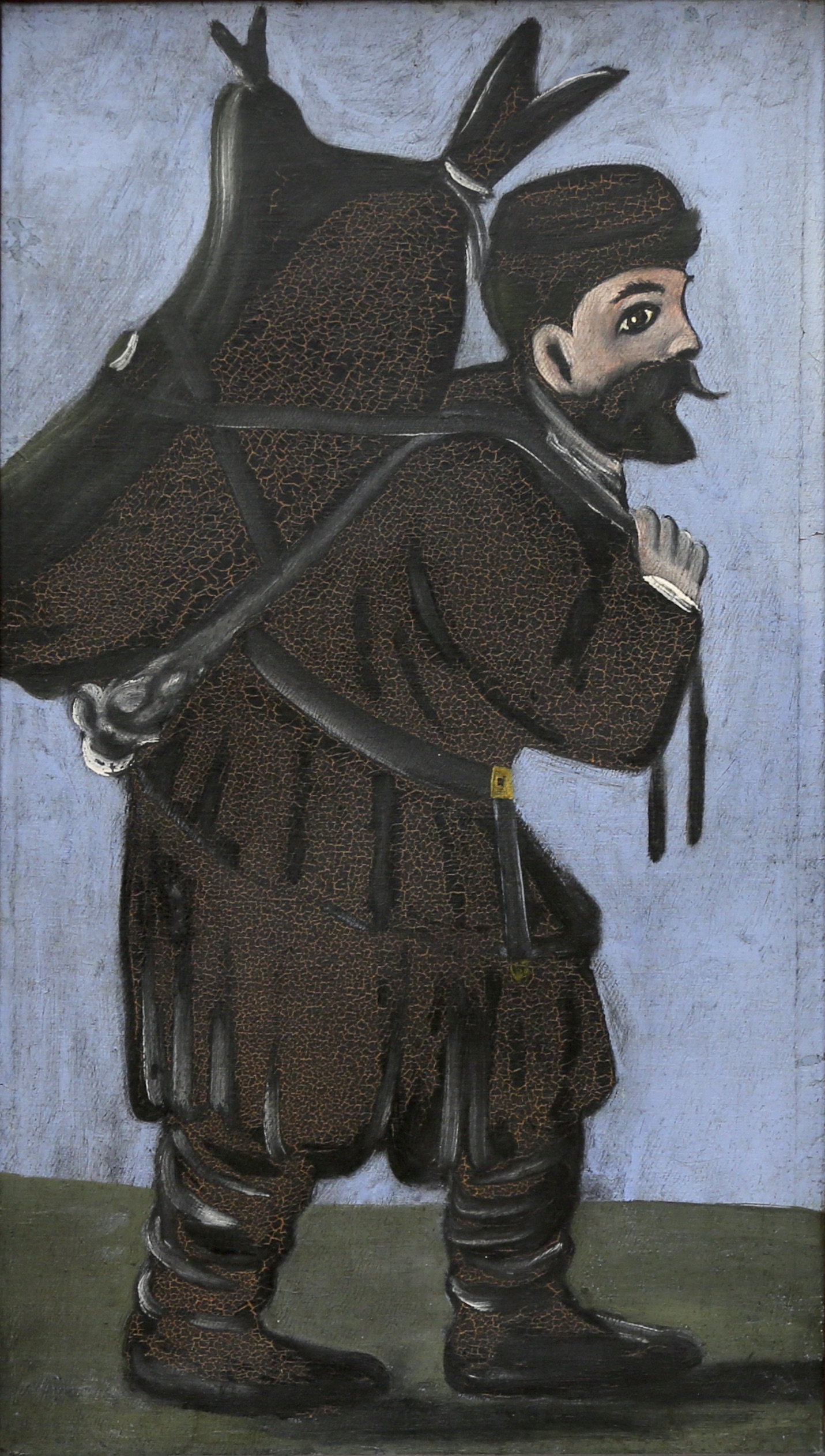
Homme avec une outre, par Niko Pirosmani.

## Texte
Évangile selon Matthieu, chapitre 9, verset 17 :
« On ne met pas non plus du vin nouveau dans de vieilles outres; autrement, les outres se rompent, le vin se répand, et les outres sont perdues ; mais on met le vin nouveau dans des outres neuves, et le vin et les outres se conservent. »
Traduction de Louis Segond.

## Interprétation
Ce passage de l'Évangile est lu lors de la 13e semaine du temps ordinaire dans l'Église catholique. La parabole des Outres est dans le même chapitre que celle de La Pièce à un habit. Pour l'abbé Fortuny, elle est la métaphore des nouvelles lois amenées par le Christ, notamment le pardon pour lequel il a donné sa vie. « Jésus venait de leur révéler une nouvelle manière de se mettre en rapport avec Dieu, un esprit nouveau qui rompait avec toutes les anciennes façons de procéder » commente le prêtre.